# Emil Hildebrand
Henrik Robert Teodor Emil Hildebrand (født 22. oktober 1848 i Stockholm, død 24. august 1919 i Stockholm) var en svensk historiker og riksarkivar. Han var søn af Bror Emil Hildebrand og Anna Mathilda Ekecrantz samt broder til Hans Hildebrand og Albin Hildebrand. Han giftede sig 1876 med Julia Anna Wilhelmina Centerwall.
Hildebrand blev i 1867 student i Uppsala, i 1872 filosofisk kandidat og i 1875 filosofisk doktor. Han blev samme år indskrevet som ekstraordinær amanuensis i Riksarkivet og i 1880 udnævnt til lektor i modersmålet, historie og geografi ved Högre realläroverket på Norrmalm og i 1901 til riksarkivar. Han tog afsked fra rigsarkivarembedet i 1916.
Hildebrand indførte proveniensprincippet som grundlag for det svenske arkivvæsen. Han gennemførte tillige vigtige forandringer i riksarkivet.
Han blev 1889 medlem af Vitterhetsakademien, var i årene 1896-1902 sekretær i Kgl. Samfundet för utgivande av handskrifter rörande Skandinaviens historia, blev i 1896 af Svenska Akademien tildelt Karl Johans pris for historisk forfatterskab og blev i 1908 medlem af Vetenskapsakademien. Han blev i 1913 medlem af Vetenskapssocieteten i Uppsala.
Hildebrand var i 1880 en af stifterne af Svenska historiska föreningen og var i årene 1881-1905 redaktør for det af foreningen udgivne (Svensk) Historisk tidskrift (HT).

## Forfatterskab (ikke komplet)
- Engelska samhällsförhållanden före den normandiska eröfringen [Diss. Uppsala universitet, 1875]
- Svenska statsförfattningens historiska utveckling från äldsta tid till våra dagar (Norstedt, 1896)
- Gustaf Vasa och Berend von Melen (1902)
- Svensk stats- och samhällskunskap, lärobok för realskolan och högre folkskolor (Norstedt, 1909) Fulltext Arkiveret 7. november 2016 hos  Wayback Machine

Oversættelse
- Friedrich von Hellwald: Jorden och dess folk : allmän geografi (Die Erde und ihre Völker) (Fritze, 1878)